# Karim Yala
Karim Yala, né le 11 mars 1967, est un joueur de handball, ancien international algérien évoluant au poste d'arrière droit,.

## Biographie
En club, Karim Yala a notamment évolué au HBC Nantes de 2001 à 2006,, année où il rejoint le Saint-Doulchard Handball
Karim Yala a été entraîneur de la Trignac - Saint-Doulchard (N3M) puis de la Salamandre (N3M) jusqu'en 2012.

### Enéquipe d'Algérie
Championnats du monde
- 16e au championnat du monde 1995 ( Islande)
- 17e au championnat du monde 1997 ( Japon)

Championnats d'Afrique
- Finaliste du Championnat d'Afrique 1994 ( Tunisie)
- Médaille d'or au championnat d'Afrique 1996 ( Bénin)
- Médaille d'argent au championnat d'Afrique 1998 ( Afrique du Sud)

Autres
- Médaille d'argent aux Jeux africains de 1991

### Distinctions individuelles
- élu meilleur arrière droit du Championnat de France D2 2005-2006[6],[7]

## Statistiques en championnat de France
| Saison | Ligue    | Equipe | MJ | Tirs R | Tirs T | %    | 7m R | 7m T | %    | Int | P.Déc. | BP | Avert. | 2min | Buts | Eval |
| ------ | -------- | ------ | -- | ------ | ------ | ---- | ---- | ---- | ---- | --- | ------ | -- | ------ | ---- | ---- | ---- |
| 05-06  | ProLigue | Nantes | 25 | 130    | 238    | 54,6 | 23   | 32   | 71,9 | 11  | 3      | 34 | 6      | 9    | 153  | 257  |